# Mickey Gulliver
Pour plus de détails, voir Fiche technique et Distribution.
Mickey Gulliver (Gulliver Mickey) est un dessin animé de Mickey Mouse produit par Walt Disney pour United Artists et sorti le 19 mai 1934. Le film s'inspire de l'univers du roman de Jonathan Swift Les Voyages de Gulliver (1726).

## Synopsis
Mickey raconte une histoire aux petits orphelins dont il s'occupe. Il choisit celle de Gulliver. Il se met en scène dans le rôle de Gulliver à son arrivée à Lilliput.

Mickey finit son histoire par un combat entre lui et une araignée de deux fois sa taille.

## Fiche technique
- Titre original : Gulliver Mickey
- Autres Titres :
  - France : Mickey Gulliver
  - Suède : Musse Pigg hos lilleputtarna
- Série : Mickey Mouse
- Réalisateur : Burt Gillett
- Voix : Walt Disney (Mickey), Marcellite Garner (Minnie)
- Producteur : Walt Disney, John Sutherland
- Distributeur : United Artists
- Date de sortie : 19 mai 1934[1]
- Format d'image : Noir et Blanc
- Musique : Frank Churchill
- Son : Mono RCA Photophone
- Durée : 9 min
- Langue : (en)
- Pays de production :  États-Unis

## Commentaires
Ce film est l'un des plus longs courts métrages de Mickey avec 9 min. Comme il débute aussi par Mickey racontant une histoire aux orphelins, il fait en quelque sorte suite à Giantland (1933).
La version contée par Mickey enlève beaucoup de la satire utilisée dans l'original.
Dave Smith indique que ce sont les neveux et une nièce de Mickey. La nièce se nommerait Maisy d'après Richard Hollis.